# Tomas Hägg
Tomas Hägg, född 16 november 1938 i Uppsala, död 11 augusti 2011 i Kristiansand, Vest-Agder, var en svensk professor i klassisk filologi, verksam i Norge.
Hägg växte upp i Uppsala, där han även studerade latin, grekiska och klassisk fornkunskap. Han disputerade 1971 i grekiska på avhandlingen Narrative technique in ancient Greek romances och blev docent samma år.
År 1977 blev han professor i klassisk filologi vid universitetet i Bergen. Hägg blev hedersdoktor i Aten 2005.
Åren 1963–1971 var han gift med indologen Gunilla Gren-Eklund.